# Château de Bickleigh
Le château de Bickleigh est un manoir fortifié situé sur les rives de la rivière Exe à Bickleigh dans le Devon, en Angleterre. Autrefois considérablement plus grand, Bickleigh comprend aujourd'hui un groupe de bâtiments de différentes époques qui formaient ensemble un Wasserburg.
Le bâtiment principal a été détruit pendant la guerre civile anglaise, mais d'autres bâtiments, pour la plupart disposés autour d'une cour centrale, ont survécu.

## Histoire
Un château -motte normand de la fin du XIe ou du début du XIIe siècle est démantelé au milieu du XIIe siècle. A cette époque, une petite chapelle en pierre est construite dans la cour. Au XVe siècle, la famille Courtenay construit un manoir sur le site et intègre certains des bâtiments antérieurs. Les familles Courtenay et Carew y vivent ensuite jusqu'à la guerre civile anglaise et les Carew sont propriétaires du domaine jusqu'en 1924.
Pendant la guerre civile anglaise, l'épouse de Charles Ier, Henriette-Marie de France séjourne au château en tant qu'invitée d'Henry et Dorothy Carew en 1644, alors qu'elle se rend à Exeter. Peu de temps après sa visite, elle donne naissance à la princesse Henriette d'Angleterre, qui épouse plus tard Le Duc d'Orléans, le frère du roi Louis XIV de France. Une plaque commémorant la naissance de la princesse à Exeter est maintenant exposée dans le centre commercial Princesshay. La reine s'exile ensuite de Falmouth en juillet 1644 et ne revient que dans les années 1660. Par la suite, à la fin de 1645, les troupes parlementaires de Fairfax attaquent le château, après avoir « investi » le château voisin de Tiverton. La majeure partie de la structure crénelée est ensuite démolie par les troupes parlementaires. Le démantèlement de Bickleigh est une réponse aux sympathies royalistes de la famille Carew et à son utilisation comme bastion pendant le conflit avec la destruction du manoir principal et du donjon intérieur.
Après la Restauration, une ferme typique du Devon en torchis et en chaume est ajoutée.
Les bâtiments tombent ensuite en ruine et deviennent un magasin de ferme et un chalet jusqu'à ce qu'ils soient restaurés au début du XXe siècle. La chapelle normande et une guérite du XIIe siècle existent toujours, tout comme le palais de justice du XVe siècle et des parties de la courtine normande d'origine. Sur une petite colline derrière le château, entourée de rhododendrons, se trouvent les vestiges de la « motte » (tour de guet) saxonne.

## Bâtiments
La façade ouest n'existe plus. Un bâtiment désormais connu sous le nom de « Vieille Cour » se trouve au sud de la cour. Avec la façade nord et la guérite, la plupart des bâtiments étaient disposés autour d'une cour centrale. La chapelle se trouve à l'est du reste des bâtiments, à proximité de la rivière Exe. Moat Cottage se trouve au nord des autres bâtiments.

### Corps de garde
La guérite date du début du XIIe siècle et est un bâtiment classé Grade I. Il s'agit d'une structure en pierre à plan unique de trois étages avec un toit en ardoise surmonté de tourelles. Une arcade centrale mène à une cour. Le bâtiment a été considérablement modifié au XVe siècle par la famille Courtenay et restauré dans les années 1920 et 1930 alors qu'il appartenait à M. Francis Harper et au lieutenant-colonel Jasper Henson.

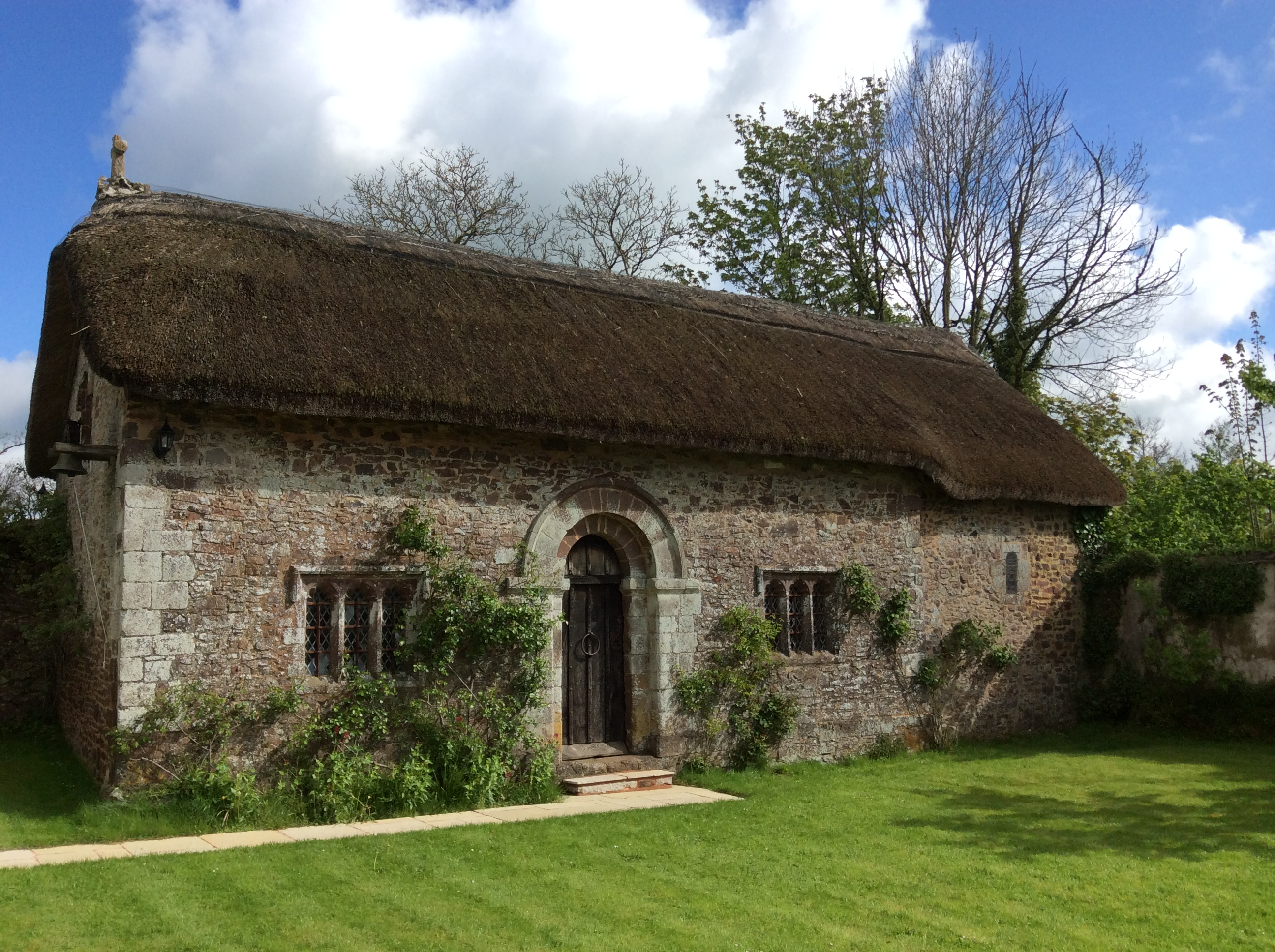
La chapelle du château de Bickleigh, réputée saxonne

Le sanctuaire de la chapelle est antérieur aux ajouts et modifications normands. La première preuve documentaire de ce bâtiment date d'environ 600 apr. J.-C., probablement avant l'arrivée des Saxons vers 660 apr. J.-C., avec une référence documentaire supplémentaire indiquant qu'il s'agissait d'une chapelle vers 800 apr. J.-C. Le Sanctuaire est sans doute la partie la plus ancienne modifiée à cette époque. Il existe des preuves archéologiques d'un mur à l'extrémité ouest du sanctuaire avec un arc, le séparant de la nef d'alors. Celui-ci est démoli lors de l'agrandissement de la nef et remplacé par un jubé en bois. L'actuel « toit de wagon » date du XVe siècle. Il est souvent cité comme le plus ancien bâtiment complet du Devon. Il est considérablement rénové au début du XXe siècle. Le jubé a été malheureusement perdu au XIXe siècle lorsque la chapelle a été temporairement utilisée pour abriter le bétail.

### Ancienne Cour
La Vieille Cour est construite au milieu du XVe siècle comme tribunal de première instance pour Thomas, le 6e comte de Devon, exécuté après la bataille de Towton en 1461 ; cependant, elle est agrandie à plusieurs reprises et une partie de la structure a peut-être été démolie. Après la guerre civile anglaise, lorsque le château est gravement endommagé, elle devient une résidence et il se peut bien qu'elle ait subi des modifications à cette époque. On pense qu'un passage souterrain relie la vieille cour au poste de garde du donjon, à un endroit du poste de garde du donjon où une pièce a été murée.

### Aile Nord
L'aile nord est construite dans la seconde moitié du XVIIe siècle et servait de ferme, abritant le personnel du propriétaire, Henry Carew. Il s'agit d'un bâtiment de deux étages avec un toit de chaume. Dans la pièce de gauche se trouve un trumeau du XVIe siècle (vers 1550) sculpté de scènes liées à la Réforme et plus particulièrement au procès et à l'exécution d'Henry Courtenay, marquis d'Exeter et comte de Devon, de Nicholas Carew et d'Henry Pole à la Tour de Londres en janvier 1539 à la suite de la prétendue « conspiration d'Exeter » ; dans la sculpture se trouve une représentation stylisée de la ville d'Exeter et du donjon intérieur du château de Bickleigh. Le roi Henri VIII est également représenté. Une partie de la sculpture peut également être liée au rôle de la famille Carew dans la répression de la Révolte du livre de la prière commune de 1549. Le bâtiment est restauré dans les années 1930. La sculpture se trouvait à l'origine dans la partie du château démolie par les forces parlementaires pendant la guerre civile ; pour sa sécurité, elle est stockée à la cathédrale d'Exeter jusqu'aux années 1930, date à laquelle elle est restituée à son propriétaire, le lieutenant-colonel Jasper Henson, après une conversation fortuite avec William Cecil, évêque d'Exeter, et finalement installée dans sa position actuelle.

## Terrains
Il est situé sur 60 acres de terrain dont 5 acres sont aménagés. Le mur extérieur, les jardins et les étangs à poissons devant le Keep Gatehouse sont aménagés pendant que Thomas Carew est propriétaire, au XVIIIe siècle. Les étangs sont créés à partir des vestiges des douves normandes. Les murs du jardin, les piliers et les portails sont également classés monuments historiques.